# Copa Asiática 1976
La VI Copa Asiática de fútbol se llevó a cabo entre el 3 y el 13 de junio de 1976 en Irán. El torneo fue organizado por la Confederación Asiática de Fútbol.

## Sedes
Dos ciudades albergaron el certamen, Teherán y Tabriz.
| Tabriz              | Tehran Tabriz | Teherán            |
| Estadio Bagh Shomal | Tehran Tabriz | Estadio Azadi      |
| Capacidad: 25.000   | Tehran Tabriz | Capacidad: 100.000 |
|                     | Tehran Tabriz |                    |

## Equipos participantes
En cursiva los equipos debutantes.
| Equipos participantes | Equipos participantes | Equipos participantes |
| --------------------- | --------------------- | --------------------- |
| China                 | Irán                  | Malasia               |
| Irak                  | Kuwait                | Yemen del Sur         |

## Resultados

### Primera fase

#### Grupo A
| Equipo  | Pts. | PJ | PG | PE | PP | GF | GC | Dif |
| ------- | ---- | -- | -- | -- | -- | -- | -- | --- |
| Kuwait  | 4    | 2  | 2  | 0  | 0  | 3  | 0  | +3  |
| China   | 1    | 2  | 0  | 1  | 1  | 1  | 2  | -1  |
| Malasia | 1    | 2  | 0  | 1  | 1  | 1  | 3  | -2  |

| 3 de junio de 1976 | Kuwait                        | 2:0 | Malasia | Estadio Bagh Shomal, Tabriz |  |
|                    | Al-Anberi 10' · Al-Dakhil 42' |     |         |                             |  |

| 5 de junio de 1976 | China           | 1:1 | Malasia     | Estadio Bagh Shomal, Tabriz |  |
|                    | Wang Jilian 58' |     | Mokhtar 50' |                             |  |

| 7 de junio de 1976 | Kuwait    | 1:0 | China | Estadio Bagh Shomal, Tabriz |  |
|                    | Kameel 1' |     |       |                             |  |

#### Grupo B
| Equipo        | Pts. | PJ | PG | PE | PP | GF | GC | Dif |
| ------------- | ---- | -- | -- | -- | -- | -- | -- | --- |
| Irán          | 4    | 2  | 2  | 0  | 0  | 10 | 0  | +10 |
| Irak          | 2    | 2  | 1  | 0  | 1  | 1  | 2  | -1  |
| Yemen del Sur | 0    | 2  | 0  | 0  | 2  | 0  | 9  | -9  |

| 4 de junio de 1976 | Irán                      | 2:0 | Irak | Aryamehr Stadium, Teherán       |                                 |
|                    | Nouraei 45' · Rowshan 58' |     |      | Asistencia: 50.000 espectadores | Asistencia: 50.000 espectadores |

| 6 de junio de 1976 | Irak     | 1:0 | Yemen del Sur | Aryamehr Stadium, Teherán |  |
|                    | Waal 84' |     |               |                           |  |

| 8 de junio de 1976 | Yemen del Sur | 0:8 | Irán                                                                   | Aryamehr Stadium, Teherán       |                                 |
|                    |               |     | Azizi 17' 73' · Nouraei 40' 42' · Khorshidi 45' · Mazloumi 63' 74' 80' | Asistencia: 10.000 espectadores | Asistencia: 10.000 espectadores |

### Segunda fase
|  | Semifinales          | Semifinales          |   |                      | Final                | Final |  |
|  |                      |                      |   |                      |                      |       |  |
|  |                      |                      |   |                      |                      |       |  |
|  | Teherán, 10 de junio |                      |   |                      |                      |       |  |
|  | Kuwait (pró.)        | 3                    |   |                      |                      |       |  |
|  | Irak                 | 2                    |   |                      |                      |       |  |
|  |                      |                      |   |                      |                      |       |  |
|  |                      |                      |   |                      | Teherán, 13 de junio |       |  |
|  |                      |                      |   |                      | Irán                 | 1     |  |
|  |                      | Kuwait               | 0 |                      |                      |       |  |
|  |                      |                      |   |                      |                      |       |  |
|  |                      |                      |   |                      |                      |       |  |
|  |                      |                      |   |                      | Tercer lugar         |       |  |
|  | Teherán, 10 de junio | Teherán, 10 de junio |   | Teherán, 13 de junio | Teherán, 13 de junio |       |  |
|  | Irán (pró.)          | 2                    |   | Irak                 | 0                    |       |  |
|  | China                | 0                    |   |                      | China                | 1     |  |

#### Semifinales
| 11 de junio de 1976 | Kuwait                        | 3:2 (t. s.) | Irak                         | Aryamehr Stadium, Teherán       |                                 |
|                     | Ibrahim 11' · Kameel 77' 100' |             | Abdul-Jalil 46' · Hassan 85' | Asistencia: 60.000 espectadores | Asistencia: 60.000 espectadores |

| 11 de junio de 1976 | Irán                          | 2:0 (t. s.) | China | Aryamehr Stadium, Teherán       |                                 |
|                     | Khorshidi 100' · Rowshan 119' |             |       | Asistencia: 60.000 espectadores | Asistencia: 60.000 espectadores |

#### Tercer lugar
| 13 de junio de 1976 | Irak | 0:1 | China      | Aryamehr Stadium, Teherán        |                                  |
|                     |      |     | He Jia 61' | Asistencia: 100.000 espectadores | Asistencia: 100.000 espectadores |

#### Final
| 13 de junio de 1976 | Irán       | 1:0 | Kuwait | Aryamehr Stadium, Teherán        |                                  |
|                     | Parvin 71' |     |        | Asistencia: 100.000 espectadores | Asistencia: 100.000 espectadores |

|                          |
| Bandera de Irán          |
| Campeón Irán 3.er título |

## Posiciones finales
| Equipo | Equipo        | Pts | PJ | PG | PE | PP | GF | GC | Dif | Rend   |
| ------ | ------------- | --- | -- | -- | -- | -- | -- | -- | --- | ------ |
| 1      | Irán          | 8   | 4  | 4  | 0  | 0  | 13 | 0  | +13 | 100,0% |
| 2      | Kuwait        | 6   | 4  | 3  | 0  | 1  | 6  | 3  | +3  | 75,0%  |
| 3      | China         | 3   | 4  | 1  | 1  | 2  | 2  | 4  | -2  | 37,5%  |
| 4      | Irak          | 2   | 4  | 1  | 0  | 3  | 3  | 6  | -3  | 25,0%  |
| 5      | Malasia       | 1   | 2  | 0  | 1  | 1  | 1  | 3  | -2  | 25,0%  |
| 6      | Yemen del Sur | 0   | 2  | 0  | 0  | 2  | 0  | 9  | -9  | 0,0%   |

## Goleadores
3 goles
- Fathi Kameel
- Gholam Hossein Mazloumi
- Nasser Nouraei

2 goles
- Alireza Azizi
- Alireza Khorshidi
- Hassan Rowshan

1 gol
- Abdulaziz Al-Anberi
- Ali Parvin
- Faisal Al-Dakhil
- Falah Hassan
- Faruq Ibrahim
- He Jia
- Kadhim Waal
- Mokhtar Dahari
- Sabah Abdul-Jalil
- Wang Jilian